# سو ويبر
سو ويبر (بالإنجليزية: Sue Weber)‏ (1 أبريل 1986 في الولايات المتحدة - ) هي لاعبة كرة قدم أمريكية في مركز الدفاع. شاركت مع منتخب الولايات المتحدة تحت 17 سنة للسيدات لكرة القدم ‏. أما مع النوادي، فقد لعبت مع بوسطن بريكرز وPhiladelphia Independence ‏ وLong Island Fury ‏ وLong Island Rough Riders (women) ‏.

## وصلات خارجية
- سو ويبر على موقع Soccerway.com (الإنجليزية)